# Nathaniel Mendez-Laing
Nathaniel Otis Mendez-Laing (Birmingham, 15 aprile 1992) è un calciatore inglese naturalizzato guatemalteco, centrocampista o ala del Derby County.

## Caratteristiche tecniche
È un esterno destro.

## Carriera

### Club
Cresciuto nelle giovanili del Wolverhampton, ha esordito tra i professionisti il 28 settembre 2009 in occasione di un match di Football League Cup vinto ai rigori contro lo Swindon Town. Negli anni seguenti ha giocato con vari club, principalmente tra la seconda e la terza divisione inglese, con in aggiunta anche una stagione in prima divisione al Cardiff City (20 presenze).

### Nazionale
Ha giocato nelle nazionali giovanili inglesi Under-16 ed Under-17.
Nel 2023 ha scelto di rappresentare il Guatemala, nella cui nazionale maggiore ha esordito in questo stesso anno, nel quale ha anche partecipato alla Gold Cup.

## Statistiche

### Presenze e reti nei club
Statistiche aggiornate al 9 settembre 2019.
| Stagione                   | Squadra                    | Campionato                 | Campionato | Campionato | Coppe nazionali | Coppe nazionali | Coppe nazionali | Coppe continentali | Coppe continentali | Coppe continentali | Altre coppe | Altre coppe | Altre coppe | Totale | Totale | Totale |
| Stagione                   | Squadra                    | Comp                       | Pres       | Reti       | Comp            | Pres            | Reti            | Comp               | Pres               | Reti               | Comp        | Pres        | Reti        | Pres   | Reti   |        |
| -------------------------- | -------------------------- | -------------------------- | ---------- | ---------- | --------------- | --------------- | --------------- | ------------------ | ------------------ | ------------------ | ----------- | ----------- | ----------- | ------ | ------ | ------ |
| 2009-2010                  | Wolverhampton              | PL                         | 0          | 0          | FACup+CdL       | 0+1             | 0               | -                  | -                  | -                  | -           | -           | -           | 1      | 0      |        |
| 2010-2011                  | Peterborough Utd           | FL1                        | 33+1       | 5          | FACup+CdL       | 3+2             | 0               | -                  | -                  | -                  | FLT         | 1           | 0           | 40     | 5      |        |
| ago.-dic. 2011             | Sheffield Utd              | FL1                        | 8          | 1          | FACup+CdL       | 0+1             | 0               | -                  | -                  | -                  | FLT         | 2           | 0           | 11     | 1      |        |
| gen.-giu. 2012             | Wolverhampton              | PL                         | 0          | 0          | FACup+CdL       | 0+0             | 0               | -                  | -                  | -                  | -           | -           | -           | 0      | 0      |        |
| Totale Wolverhampton       | Totale Wolverhampton       | Totale Wolverhampton       | 0          | 0          |                 | 1               | 0               |                    | -                  | -                  |             | -           | -           | 1      | 0      |        |
| lug.-nov. 2012             | Peterborough Utd           | FLC                        | 4          | 1          | FACup+CdL       | 0+0             | 0               | -                  | -                  | -                  | -           | -           | -           | 4      | 1      |        |
| nov. 2012-gen. 2013        | Portsmouth                 | FL1                        | 8          | 0          | FACup+CdL       | -               | -               | -                  | -                  | -                  | FLT         | -           | -           | 8      | 0      |        |
| gen.-giu. 2013             | Peterborough Utd           | FLC                        | 17         | 2          | FACup+CdL       | -               | -               | -                  | -                  | -                  | -           | -           | -           | 17     | 2      |        |
| lug.-dic. 2013             | Peterborough Utd           | FL1                        | 13         | 1          | FACup+CdL       | 2+2             | 1+0             | -                  | -                  | -                  | FLT         | 3           | 1           | 20     | 2      |        |
| gen.-feb. 2014             | Shrewsbury Town            | FL1                        | 6          | 0          | FACup+CdL       | -               | -               | -                  | -                  | -                  | FLT         | -           | -           | 6      | 0      |        |
| mar.-giu. 2014             | Peterborough Utd           | FL1                        | 3          | 0          | FACup+CdL       | -               | -               | -                  | -                  | -                  | FLT         | -           | -           | 3      | 0      |        |
| 2014-feb. 2015             | Peterborough Utd           | FL1                        | 14         | 0          | FACup+CdL       | 1+1             | 0               | -                  | -                  | -                  | FLT         | 0           | 0           | 16     | 0      |        |
| Totale Peterborough United | Totale Peterborough United | Totale Peterborough United | 84+1       | 9          |                 | 11              | 1               |                    | -                  | -                  |             | 4           | 1           | 100    | 11     |        |
| feb.-apr. 2015             | Cambridge Utd              | FL2                        | 11         | 1          | FACup+CdL       | -               | -               | -                  | -                  | -                  | FLT         | -           | -           | 11     | 1      |        |
| 2015-2016                  | Rochdale                   | FL1                        | 33         | 7          | FACup+CdL       | 1+0             | 3+0             | -                  | -                  | -                  | FLT         | 2           | 0           | 36     | 10     |        |
| 2016-2017                  | Rochdale                   | FL1                        | 39         | 8          | FACup+CdL       | 4+2             | 1+1             | -                  | -                  | -                  | FLT         | 4           | 0           | 49     | 10     |        |
| Totale Rochdale            | Totale Rochdale            | Totale Rochdale            | 72         | 15         |                 | 7               | 5               |                    | -                  | -                  |             | 6           | 0           | 85     | 20     |        |
| 2017-2018                  | Cardiff City               | FLC                        | 38         | 6          | FACup+CdL       | 2+2             | 0+1             | -                  | -                  | -                  | -           | -           | -           | 42     | 7      |        |
| 2018-2019                  | Cardiff City               | PL                         | 20         | 4          | FACup+CdL       | 1+0             | 0               | -                  | -                  | -                  | -           | -           | -           | 21     | 4      |        |
| 2019-2020                  | Cardiff City               | FLC                        | 27+2       | 3          | FACup+CdL       | 0+0             | 0               | -                  | -                  | -                  | -           | -           | -           | 29     | 3      |        |
| Totale Cardiff City        | Totale Cardiff City        | Totale Cardiff City        | 85+2       | 13         |                 | 5               | 1               |                    | -                  | -                  |             | -           | -           | 92     | 14     |        |
| Totale carriera            | Totale carriera            | Totale carriera            | 274+3      | 39         |                 | 25              | 7               |                    | -                  | -                  |             | 12          | 1           | 314    | 47     |        |

### Cronologia presenze e reti in nazionale
| Cronologia completa delle presenze e delle reti in nazionale ― Guatemala | Cronologia completa delle presenze e delle reti in nazionale ― Guatemala | Cronologia completa delle presenze e delle reti in nazionale ― Guatemala | Cronologia completa delle presenze e delle reti in nazionale ― Guatemala | Cronologia completa delle presenze e delle reti in nazionale ― Guatemala | Cronologia completa delle presenze e delle reti in nazionale ― Guatemala | Cronologia completa delle presenze e delle reti in nazionale ― Guatemala | Cronologia completa delle presenze e delle reti in nazionale ― Guatemala |
| Data                                                                     | Città                                                                    | In casa                                                                  | Risultato                                                                | Ospiti                                                                   | Competizione                                                             | Reti                                                                     | Note                                                                     |
| ------------------------------------------------------------------------ | ------------------------------------------------------------------------ | ------------------------------------------------------------------------ | ------------------------------------------------------------------------ | ------------------------------------------------------------------------ | ------------------------------------------------------------------------ | ------------------------------------------------------------------------ | ------------------------------------------------------------------------ |
| 27-6-2023                                                                | Fort Lauderdale                                                          | Guatemala                                                                | 1 – 0                                                                    | Cuba                                                                     | Gold Cup 2023 - 1º turno                                                 | -                                                                        | 71’                                                                      |
| 1-7-2023                                                                 | Houston                                                                  | Canada                                                                   | 0 – 0                                                                    | Guatemala                                                                | Gold Cup 2023 - 1º turno                                                 | -                                                                        | 66’                                                                      |
| 4-7-2023                                                                 | Harrison                                                                 | Guadalupa                                                                | 2 – 3                                                                    | Guatemala                                                                | Gold Cup 2023 - 1º turno                                                 | -                                                                        | 90+5’                                                                    |
| 9-7-2023                                                                 | Cincinnati                                                               | Guatemala                                                                | 0 – 1                                                                    | Giamaica                                                                 | Gold Cup 2023 - Quarti di finale                                         | -                                                                        | 82’                                                                      |
| 7-9-2023                                                                 | Città del Guatemala                                                      | Guatemala                                                                | 2 – 0                                                                    | El Salvador                                                              | CONCACAF Nations League 2023-2024 - 1º turno                             | -                                                                        | 77’                                                                      |
| 10-9-2023                                                                | Città del Guatemala                                                      | Guatemala                                                                | 1 – 1                                                                    | Panama                                                                   | CONCACAF Nations League 2023-2024 - 1º turno                             | -                                                                        | 46’                                                                      |
| 13-10-2023                                                               | Port of Spain                                                            | Trinidad e Tobago                                                        | 3 – 2                                                                    | Guatemala                                                                | CONCACAF Nations League 2023-2024 - 1º turno                             | -                                                                        | 86’                                                                      |
| 17-10-2023                                                               | Panama                                                                   | Panama                                                                   | 3 – 0                                                                    | Guatemala                                                                | CONCACAF Nations League 2023-2024 - 1º turno                             | -                                                                        | 58’                                                                      |
| 27-5-2024                                                                | San Jose                                                                 | Guatemala                                                                | 1 – 1                                                                    | Nicaragua                                                                | Amichevole                                                               | -                                                                        | 61’                                                                      |
| 5-6-2024                                                                 | Città del Guatemala                                                      | Guatemala                                                                | 6 – 0                                                                    | Dominica                                                                 | Qual. Mondiali 2026                                                      | -                                                                        | 66’                                                                      |
| 8-6-2024                                                                 | Road Town                                                                | Isole Vergini Britanniche                                                | 0 – 3                                                                    | Guatemala                                                                | Qual. Mondiali 2026                                                      | -                                                                        | 60’                                                                      |
| 5-9-2024                                                                 | Città del Guatemala                                                      | Guatemala                                                                | 3 – 1                                                                    | Martinica                                                                | CONCACAF Nations League 2024-2025 - 1º turno                             | -                                                                        | 54’                                                                      |
| 9-9-2024                                                                 | Città del Guatemala                                                      | Guatemala                                                                | 0 – 0                                                                    | Costa Rica                                                               | CONCACAF Nations League 2024-2025 - 1º turno                             | -                                                                        | 77’                                                                      |
| 11-10-2024                                                               | Georgetown                                                               | Guyana                                                                   | 1 – 3                                                                    | Guatemala                                                                | CONCACAF Nations League 2024-2025 - 1º turno                             | -                                                                        | 65’                                                                      |
| 15-10-2024                                                               | San José                                                                 | Costa Rica                                                               | 3 – 0                                                                    | Guatemala                                                                | CONCACAF Nations League 2024-2025 - 1º turno                             | -                                                                        | 84’                                                                      |
| 21-3-2025                                                                | Bridgetown                                                               | Guyana                                                                   | 3 – 2                                                                    | Guatemala                                                                | Qual. Gold Cup 2025                                                      | -                                                                        | 46’                                                                      |
| 25-3-2025                                                                | Città del Guatemala                                                      | Guatemala                                                                | 2 – 0                                                                    | Guyana                                                                   | Qual. Gold Cup 2025                                                      | -                                                                        | 55’                                                                      |
| 7-6-2025                                                                 | Città del Guatemala                                                      | Guatemala                                                                | 4 – 2                                                                    | Rep. Dominicana                                                          | Qual. Mondiali 2026                                                      | -                                                                        | 71’                                                                      |
| 10-6-2025                                                                | Kingston                                                                 | Giamaica                                                                 | 3 – 0                                                                    | Guatemala                                                                | Qual. Mondiali 2026                                                      | -                                                                        | 69’                                                                      |
| Totale                                                                   |                                                                          | Presenze                                                                 | 19                                                                       |                                                                          | Reti                                                                     | 0                                                                        |                                                                          |

## Palmarès

### Competizioni nazionali
- Football League Trophy: 1

Peterborough United: 2013-2014